# Torbera

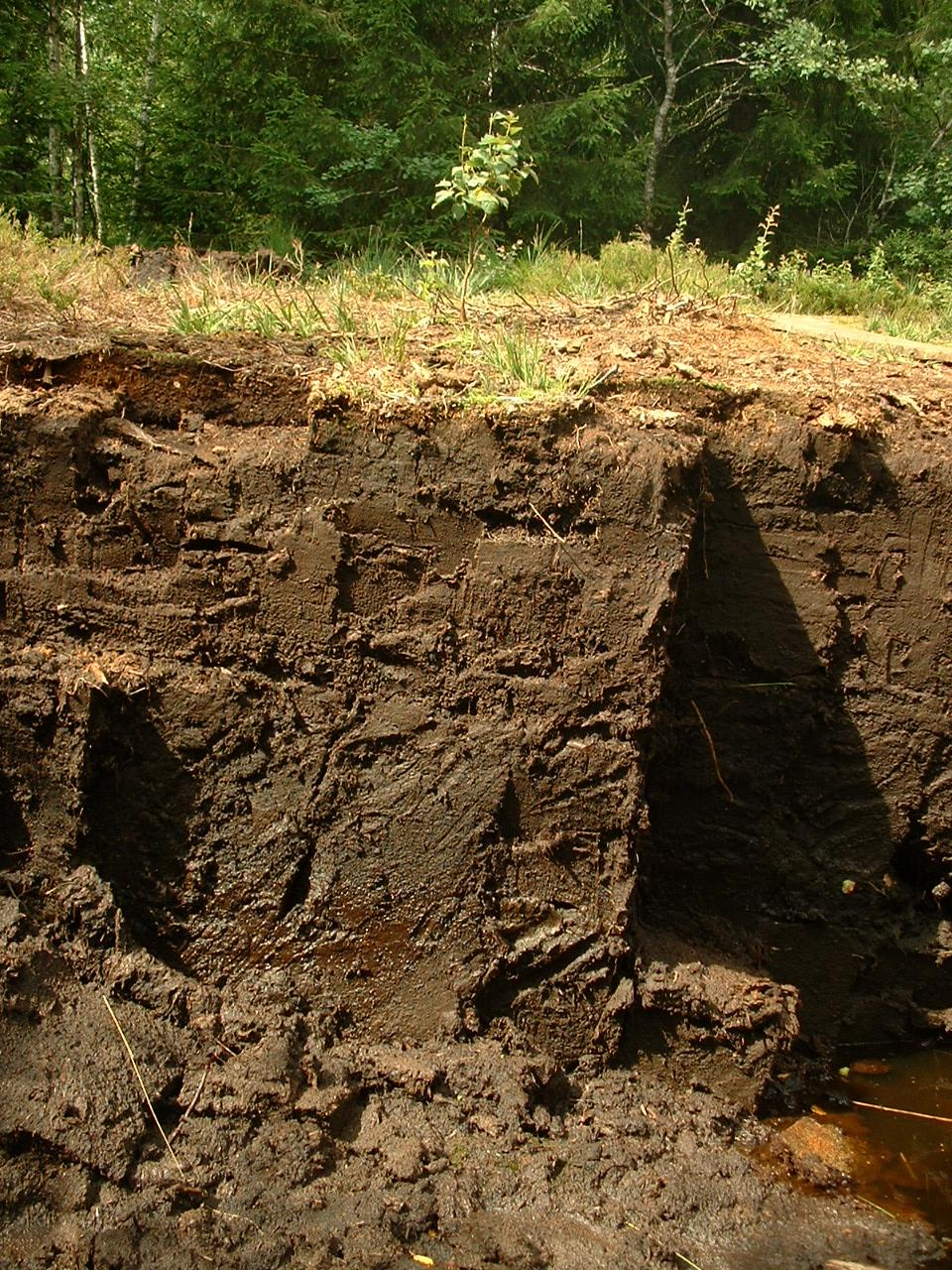
Torbera en explotació

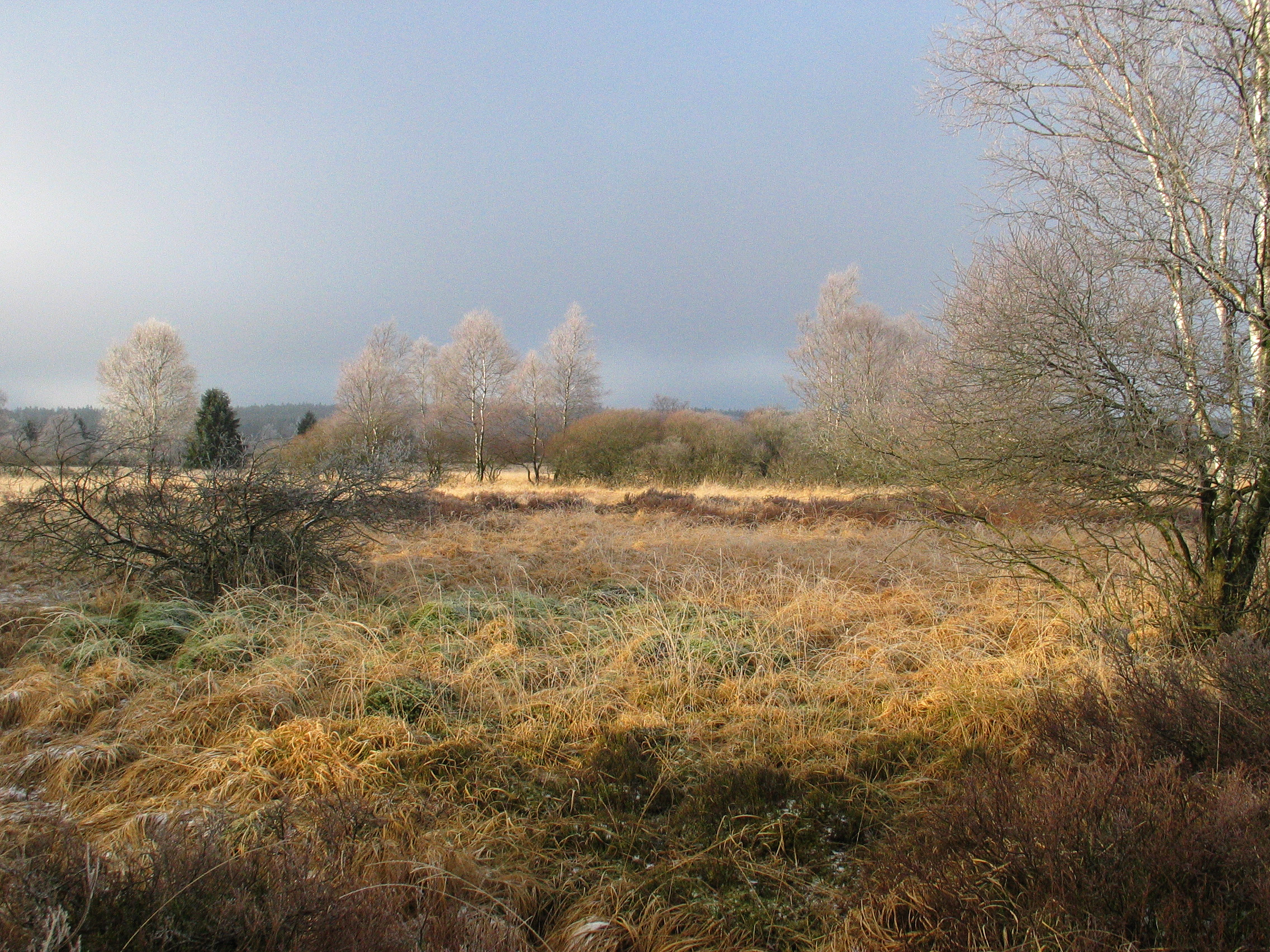
Torbera alta en estat natural de les Hautes Fagnes a Bèlgica

Una torbera és un aiguamoll on la matèria orgànica dipositada, a través d'un lent procés de putrefacció, dona lloc a la torba. Aquesta matèria orgànica en condicions àcides està composta per molses (típicament Sphagnum) però també líquens en climes àrtics.
Les torberes altes es presenten quan l'aigua a la superfície de la terra és de reacció àcida, sigui per aigua subterrània àcida o per la pluja. L'aigua que flueix fora de la torbera té un color marró característic per la dissolució del taní de la molsa. Les torberes són hàbitats molt delicats, i importants per a la biodiversitat. Sovint estan coberts de brucs o arbustos arrelats a la molsa. L'acumulació gradual de material vegetal en descomposició en un pantà funciona com un embornal de carboni.
Les torberes s'originen on l'aigua de la superfície del sòl és àcida i baixa en nutrients. Normalment, es troben en un sòl esponjós d'aigua dolça que està format per matèria vegetal en descomposició coneguda com a torba. Generalment, es troben en climes més freds del nord i es formen en conques de llacs amb poc drenatge. A diferència de les molleres o torberes baixes, obtenen la major part de la seva aigua de les precipitacions en lloc de les aigües subterrànies o superficials rica en minerals. L'aigua que en surt té un color marró característic, que prové dels tanins de torba dissolts. En general, la baixa fertilitat i el clima fresc donen lloc a un creixement de les plantes relativament lent, però la decadència és encara més lenta a causa dels baixos nivells d'oxigen als sòls de pantà saturats. Per tant, la torba s'acumula. Grans zones del paisatge poden quedar a gran profunditat amb torba.
Els aiguamolls tenen conjunts distintius d'espècies d'animals, fongs i vegetals, i són d'una gran importància per a la biodiversitat, especialment en paisatges que d'una altra manera estan poblats i cultivats.
Les torberes estan àmpliament distribuïdes en zones fredes i climes temperats, com per exemple al bosc boreal i la gran plana europea. Als tròpics les torberes són aiguamolls que estan forestats i també són àcids.

## Distribució

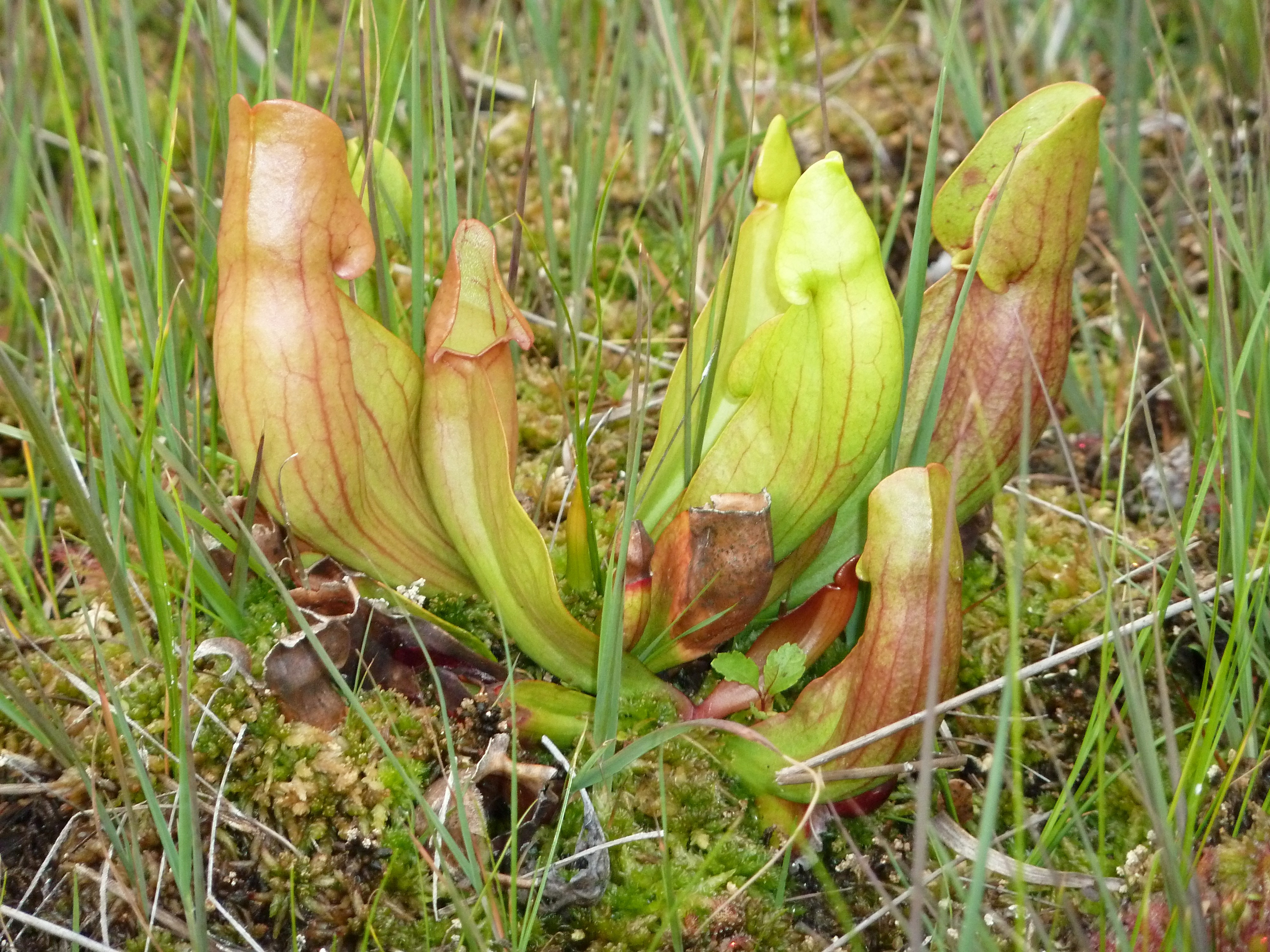
Les plantes carnívores, com aquesta planta de càntir Sarracenia purpurea de la costa oriental d'Amèrica del Nord, es troben sovint a les torberes. La captura d'insectes proporciona nitrogen i fòsfor, que solen ser escassos en aquestes condicions.

Els aiguamolls estan àmpliament distribuïts en climes freds i temperats, principalment als ecosistemes boreals de l'hemisferi nord. La zona humida més gran del món són les torberes de les terres baixes de Sibèria occidental a Rússia, que cobreixen més d'un milió de quilòmetres quadrats. També hi ha grans torberes a Amèrica del Nord, especialment a les terres baixes de la badia de Hudson i la conca del riu Mackenzie.
Són menys comunes a l'hemisferi sud, el més gran d'aquesta zona és la tundra magallànica, amb uns 44.000 km² al sud d'Amèrica del Sud. Els pantans d'esfagnes estaven molt estesos al nord d'Europa però sovint s'han netejat i drenat per a l'agricultura. Un article dirigit per Graeme T. Swindles el 2019 va demostrar que les torberes d'Europa s'han assecat ràpidament en els darrers segles a causa dels impactes humans, com ara el drenatge, el tall de torba i la crema. Una expedició del 2014 que sortia del poble d'Itanga, a la República del Congo, va descobrir una torba "tan gran com Anglaterra" que s'estén a la veïna República Democràtica del Congo.

### Als Països Catalans
- Les torberes altes oligotròfiques, que només es troben a l'alta muntanya dels Pirineus, ocupen poca extensió i no són objecte d'explotació sinó de protecció.
- Les torberes baixes, anomenades també molleres, més importants es troben al País Valencià: les de Torreblanca i Cabanes van ser explotades econòmicament durant el segle xix. També durant alguns anys s'explotaren les del Delta de l'Ebre. També n'hi ha a Banyoles.

## Definició
Com totes les zones humides, és difícil definir de manera rígida les torberes per diverses raons, incloses les variacions entre aiguamolls, la naturalesa intermèdia de les zones humides com a intermediari entre els ecosistemes terrestres i aquàtics i les diferents definicions entre els sistemes de classificació. Tanmateix, hi ha característiques comunes que proporcionen una definició àmplia:
1. Les torberes tenen, generalment, de més de 30 centímetres.
2. La zona humida rep la major part de la seva aigua i nutrients de les precipitacions (ombrotròfiques) més que no pas de les aigües superficials o subterrànies (minerotròfiques).
3. La zona humida és pobre en nutrients (oligotròfica).
4. La zona humida és fortament àcida (les torberes properes a les zones costaneres poden ser menys àcides a causa de l'efecte de l'aigua salada del mar).

Totes les torberes contenen torba. Com a ecosistema productor de torba, també es classifiquen com a fangs. Les torberes es poden diferenciar per si reben aigua i nutrients de les aigües superficials o subterrànies riques en minerals, o reben aigua i nutrients de la precipitació. Com que les torberes reben aigua rica en minerals, tendeixen a variar de lleugerament àcides a lleugerament bàsiques, mentre que les torberes són sempre àcids perquè la precipitació no té els minerals dissolts (per exemple, calci, magnesi, carbonat ) que actuen per amortir l'acidesa natural del diòxid de carboni atmosfèric. La geografia i la geologia afecten la hidrologia: com que el contingut mineral de les aigües subterrànies reflecteix la geologia de la roca base, hi pot haver una gran variabilitat en alguns ions comuns (per exemple, manganès, ferro), mentre que la proximitat a les zones costaneres s'associa amb concentracions més elevades de sulfat i sodi.

## Ecologia i protecció

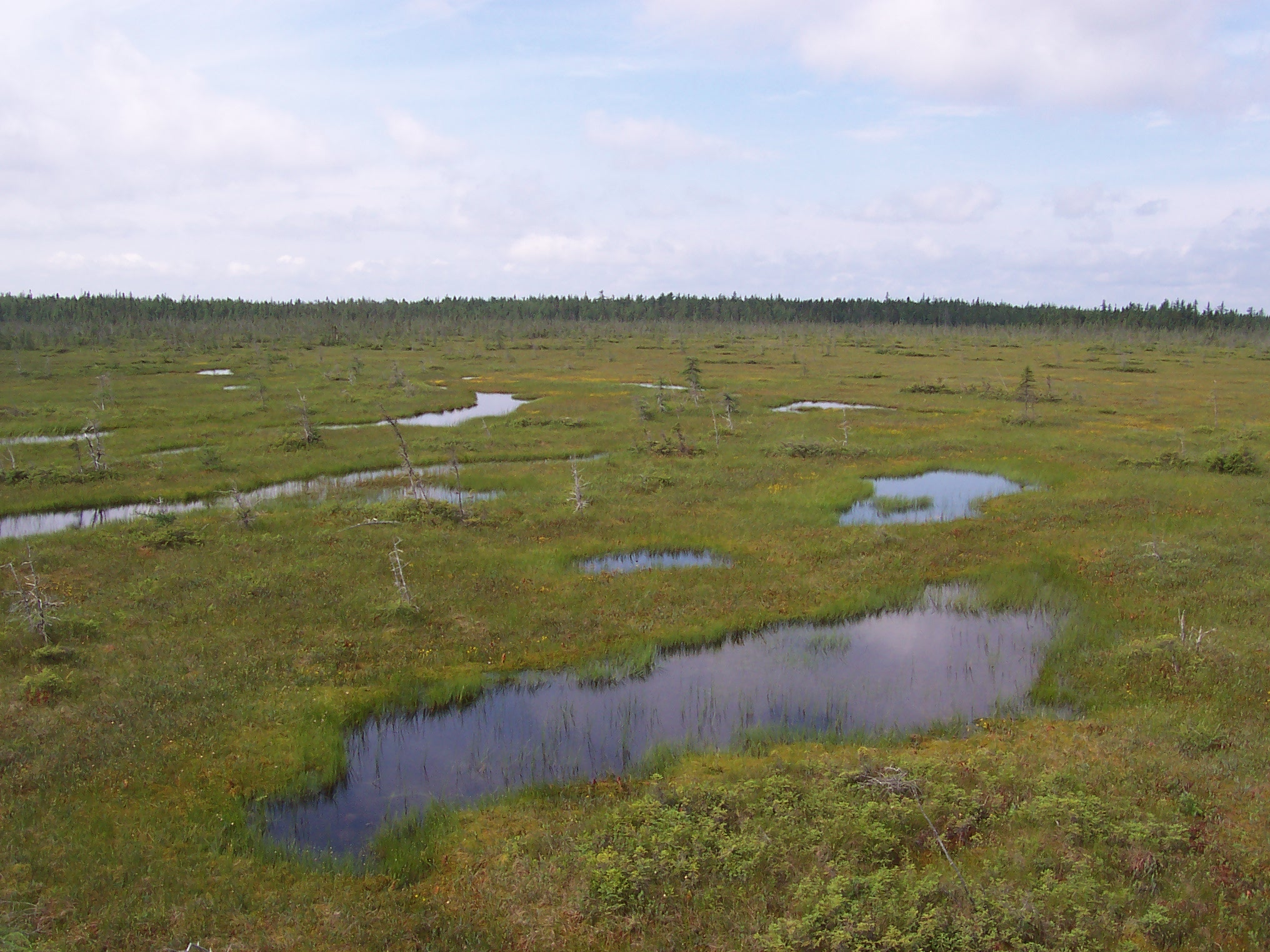
Una extensió de torbera humida de Sphagnum al parc nacional de Frontenac, Quebec, Canadà. Es poden veure avets en una carena boscosa al fons.

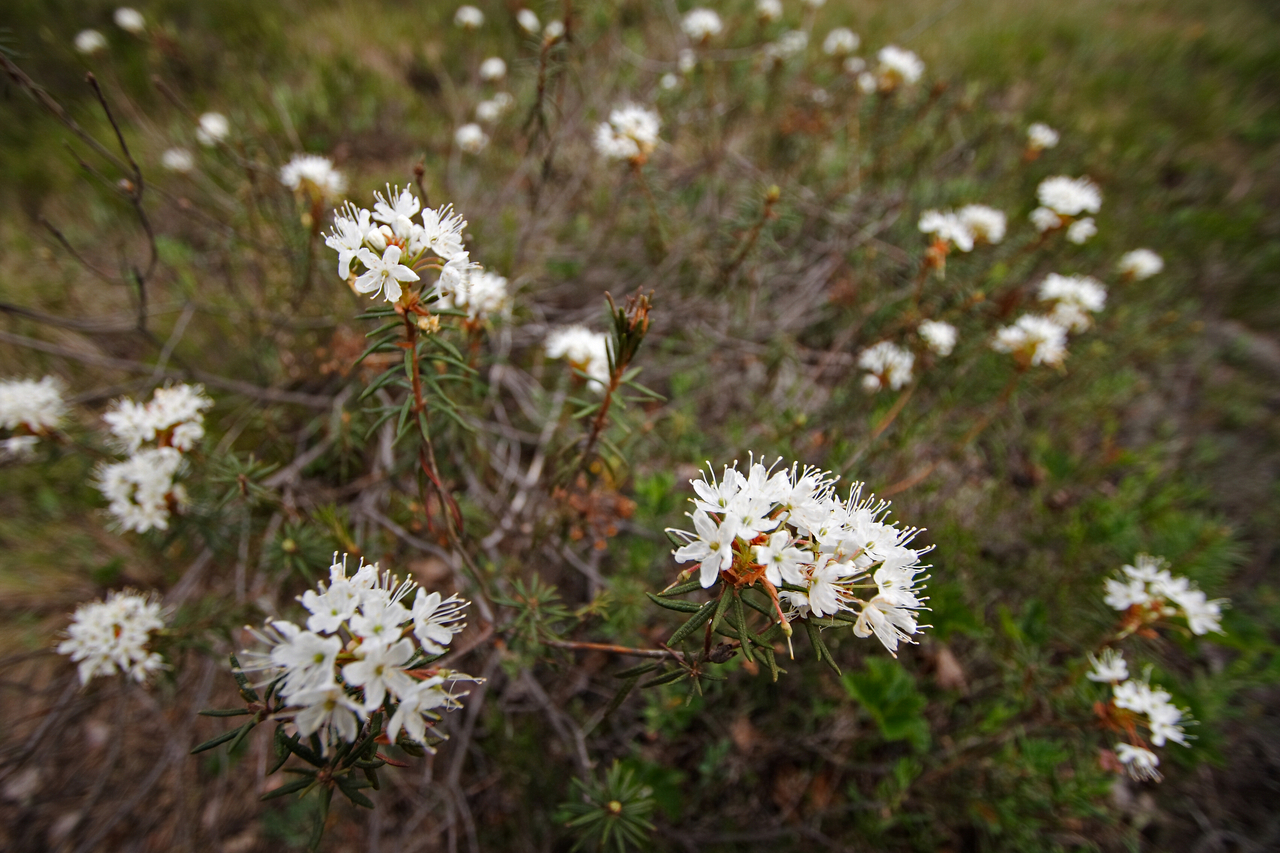
Moltes espècies d'arbusts de fulla perenne es troben a les torberes, com el te de Labrador.

Hi ha molts animals, fongs i plantes altament especialitzats associats a l'hàbitat de les torberes. La majoria són capaços de tolerar la combinació de nivells baixos de nutrients.: cap. 3 L'esfagne és generalment abundant, juntament amb els arbustos ericacis. Els arbusts són sovint de fulla perenne, cosa que pot ajudar a conservar els nutrients. En llocs més secs, poden aparèixer arbres de fulla perenne, en aquest cas el pantà es barreja amb les extensions circumdants del bosc boreal de fulla perenne. Els juncs són una de les espècies herbàcies més comunes. Les plantes carnívores com les drosera ( Drosera ) i les plantes com la Sarracenia purpurea s'han adaptat a les condicions de baixes nutrients utilitzant invertebrats com a font de nutrients. Les orquídies s'han adaptat a aquestes condicions mitjançant l'ús de fongs micorrízics per extreure nutrients. :88 Alguns arbustos com Myrica gale (murta de pantà) tenen nòduls d'arrel en els quals es produeix la fixació de nitrogen, proporcionant així una altra font suplementària de nitrogen.
Les torberes són reconegudes com un tipus d'hàbitat significatiu/específic per una sèrie d'agències governamentals i de conservació. Poden proporcionar hàbitat per a mamífers, com ara caribú, alces i castors, així com per a espècies d'ocells litorals nidificants, com ara els grúids i la gamba groga grossa. Contenen espècies de rèptils vulnerables com la tortuga de torbera. Fins i tot tenen insectes distintius; a Anglaterra donen llar a una mosca groga anomenada mosca del canari pelut (Phaonia jaroschewskii), i a Amèrica del Nord són hàbitat per a una papallona anomenada Lycaena epixanthe. A Irlanda, la sargantana vivípara, l'únic rèptil conegut al país, habita a les torberes.
El Regne Unit en el seu Pla d'Acció per a la Biodiversitat estableix els hàbitats de les torberes com a prioritat per a la conservació. Rússia té un gran sistema de reserves a les terres baixes de Sibèria Occidental.
Són ecosistemes fràgils i s'han anat deteriorant ràpidament, tal com han estat descobrint recentment arqueòlegs i científics. El material ossi trobat ha patit un deteriorament accelerat des de les primeres anàlisis dels anys quaranta. S'ha trobat que això es deu a les fluctuacions de les aigües subterrànies i a l'augment de l'acidesa a les zones més baixes de les torberes que està afectant el ric material orgànic. Moltes d'aquestes zones han estat impregnades als nivells més baixos amb oxigen, que s'asseca i trenca capes. Hi ha hagut algunes solucions temporals per intentar solucionar aquests problemes, com ara afegir terra a la part superior de les zones amenaçades, però no funcionen a llarg termini. El clima extrem, com els estius secs, és probablement la causa, ja que redueixen les precipitacions i el nivell freàtic. S'especula que aquests problemes només augmentaran amb l'augment de la temperatura global i el canvi climàtic. Atès que les torberes triguen milers d'anys a formar-se i crear la rica torba que s'utilitza com a recurs, un cop desapareguts són extremadament difícils de recuperar. Cercles àrtics i subàrtics on molts pantans s'escalfen a 0,6 °C per dècada, una quantitat el doble de la mitjana mundial. Com que les torberes són embornals de carboni, estan alliberant grans quantitats de gasos d'efecte hivernacle a mesura que s'escalfen. Aquests canvis han donat lloc a un greu descens de la biodiversitat i de les poblacions d'espècies de les torberes del nord d'Europa.